# Kano (stan)
Kano – stan w północnej części Nigerii.
Kano sąsiaduje ze stanami Kaduna, Plateau, Bauchi, Jigawa i Katsina. Jego stolicą jest Kano. Powstał w 1967. W 1991 odłączono od niego dzisiejszy stan Jigawa. Liczy około 10,8 milionów mieszkańców, należących głównie do ludu Hausa. 
Stan ma charakter rolniczy.

## Podział administracyjny
| - Dala - Kano - Kumbotso - Nasarawa - Rimin-Gado - Tofa - Doguwa - Tudun Wada - Sumaila - Wudil - Takai | - Albasu - Bebeji - Rano - Bunkure - Karaye - Kiru - Kabo - Kura - Madibo - Gwarzo - Shanono | - Dawakin Kudu - Tsanyawa - Bichi - Dambatta - Minjibir - Ungogo - Gezawa - Gabasawa - Bagwai - Gaya - Dawakin Tofa | - Waraua - Fagge - Gwale - Tarauni - Ajingi - Garko - Garun Mallam - Rogo - Makoda - Kibliya - Kunchi |